# アメリカアサガオ
アメリカアサガオ（アメリカ朝顔、学名: Ipomoea hederacea）はヒルガオ科サツマイモ属の一年草。熱帯アメリカ原産で、日本では帰化植物の一つ。中国名は、碗仔花。道端、荒れ地、畑地などに生える。

## 特徴
一年生の草本。茎はつる性で他物に左巻きに巻き付き、長さは1メートル (m) 以上になる。茎には下向きの粗い毛が生える。葉は互生し、分裂しないハート形のマルバアメリカアサガオ（Ipomoea hederacea var. integriuscula）と呼ばれる型（変種）と、深く3 - 5裂する型があり、分裂する型では頂裂片の基部が左右から深く切れ込んでくびれているのが特徴である。葉身は広卵形で長さ3 - 8センチメートル (cm) 、幅3 - 7 cm、分裂する型の裂片の先が尖り、基部は心形。葉質はマルバアサガオよりも薄く、葉の上面に毛が多い。
花期は夏（8 - 9月）。葉腋から花序を出し、1 - 3個の花をつける。花柄は長さ0.5 - 2 cmで葉柄よりも短く、途中に多肉質の包葉が2枚対生する。包葉は線形で長さ1 - 1.5 cm。花冠は長さ3 - 4.5 cm、径3 cmほどの漏斗形で、花色は白色、桃色、紅紫色、青紫色などさまざまである。萼は長さ2 cmの鐘型で深く5裂し、萼の裂片は基部から先に向かって急に狭まって尾状になり、左右縁が内側に巻き込んで管状となり反り返る。この萼が厚くて反曲することにより、他のアサガオ類と区別がつく。果実（蒴果）は短い柄があって上を向いて肥大した萼に包まれ、長さ1 cmの偏球形で3室あり、6個の種子が入る。染色体数は、2 n = 30。
熱帯アメリカ原産であるが、日本には戦後の輸入穀物に混じった種子がもとで、各地に野生化したと考えられている。牧野富太郎『増補草本図説 I』（1907年）によれば、明治年間（1882年）に東京の小石川植物園に栽培されたと記している。

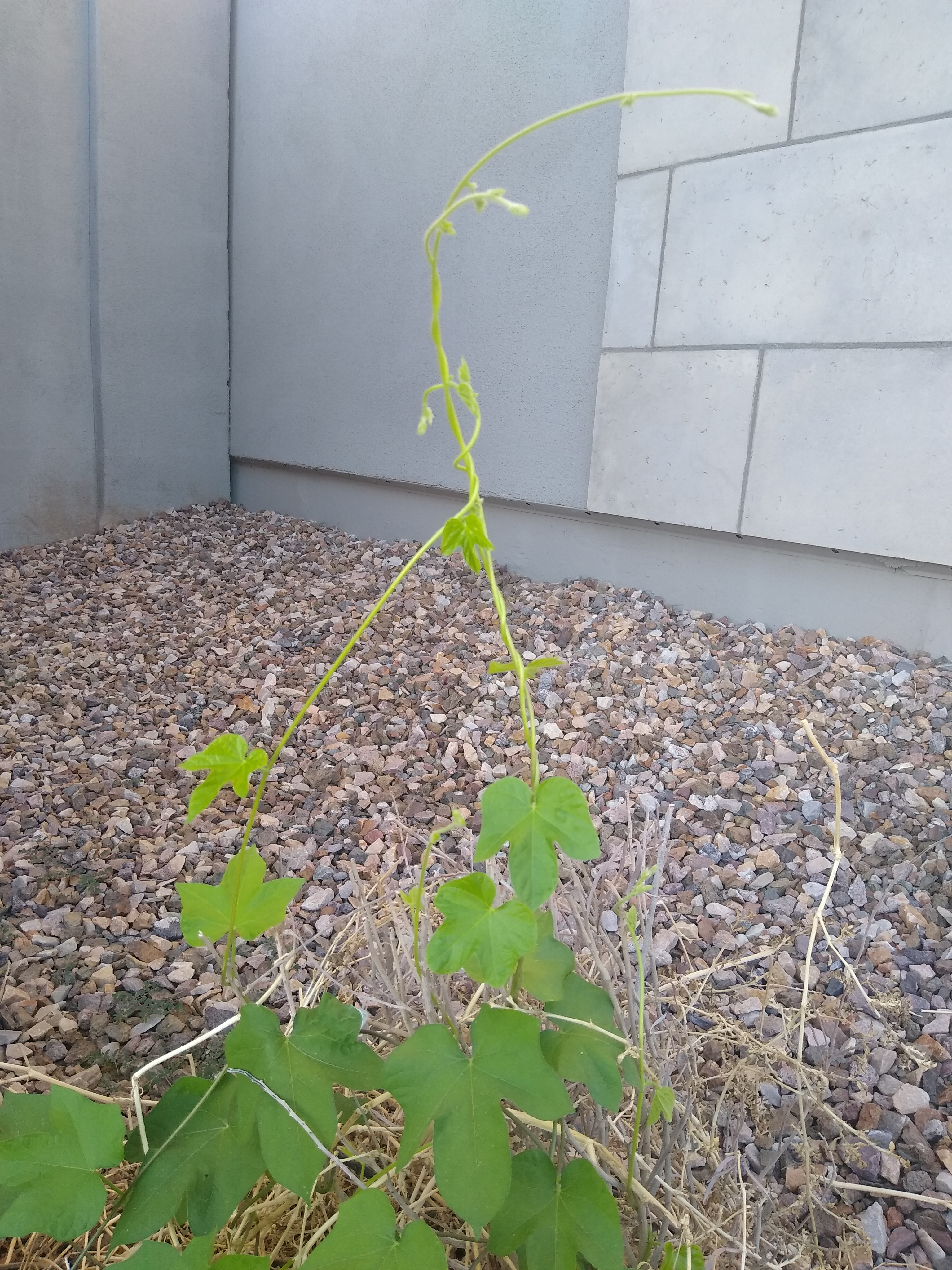
茎（つる）
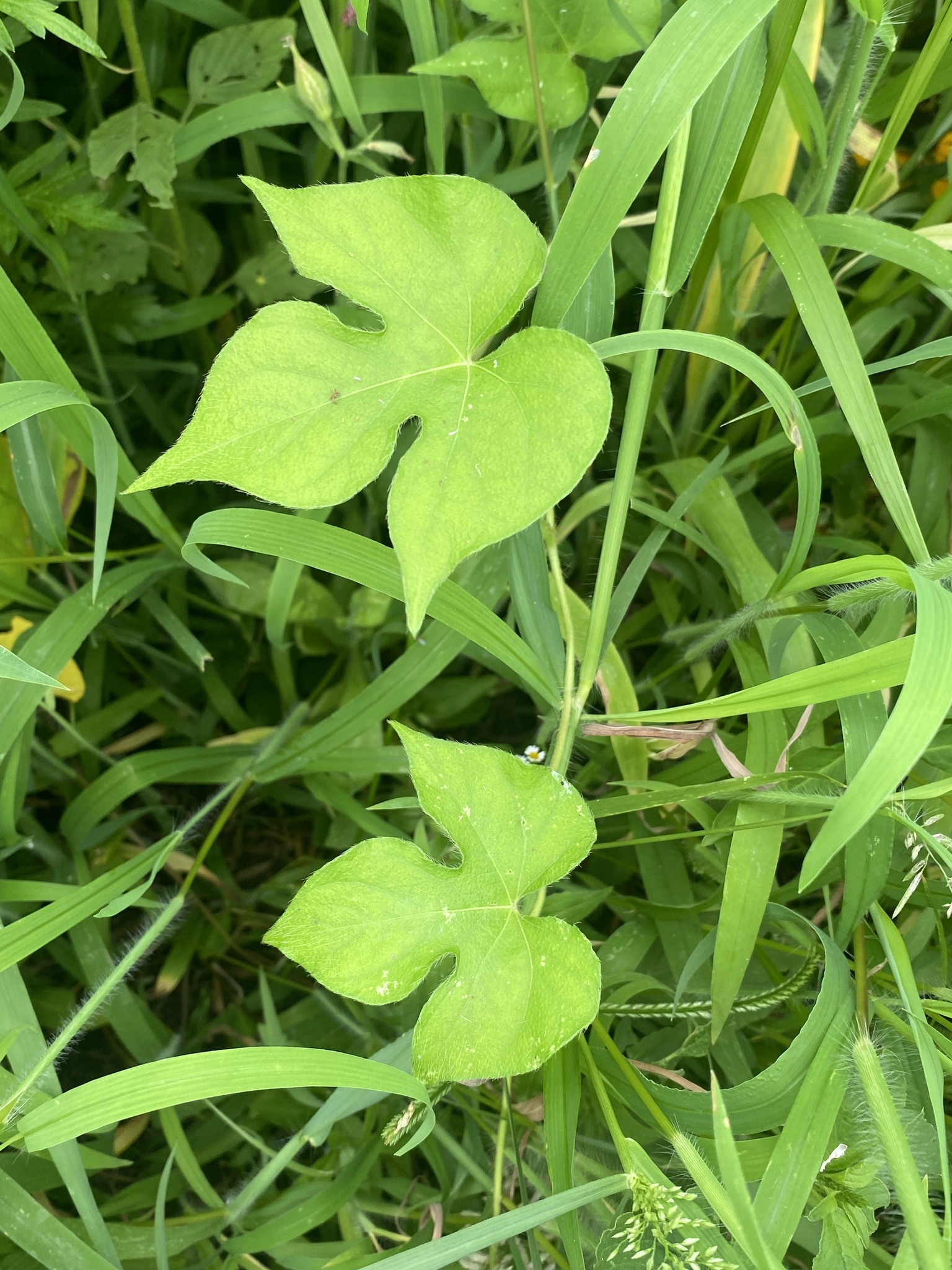
葉は深く切れ込んでくびれる
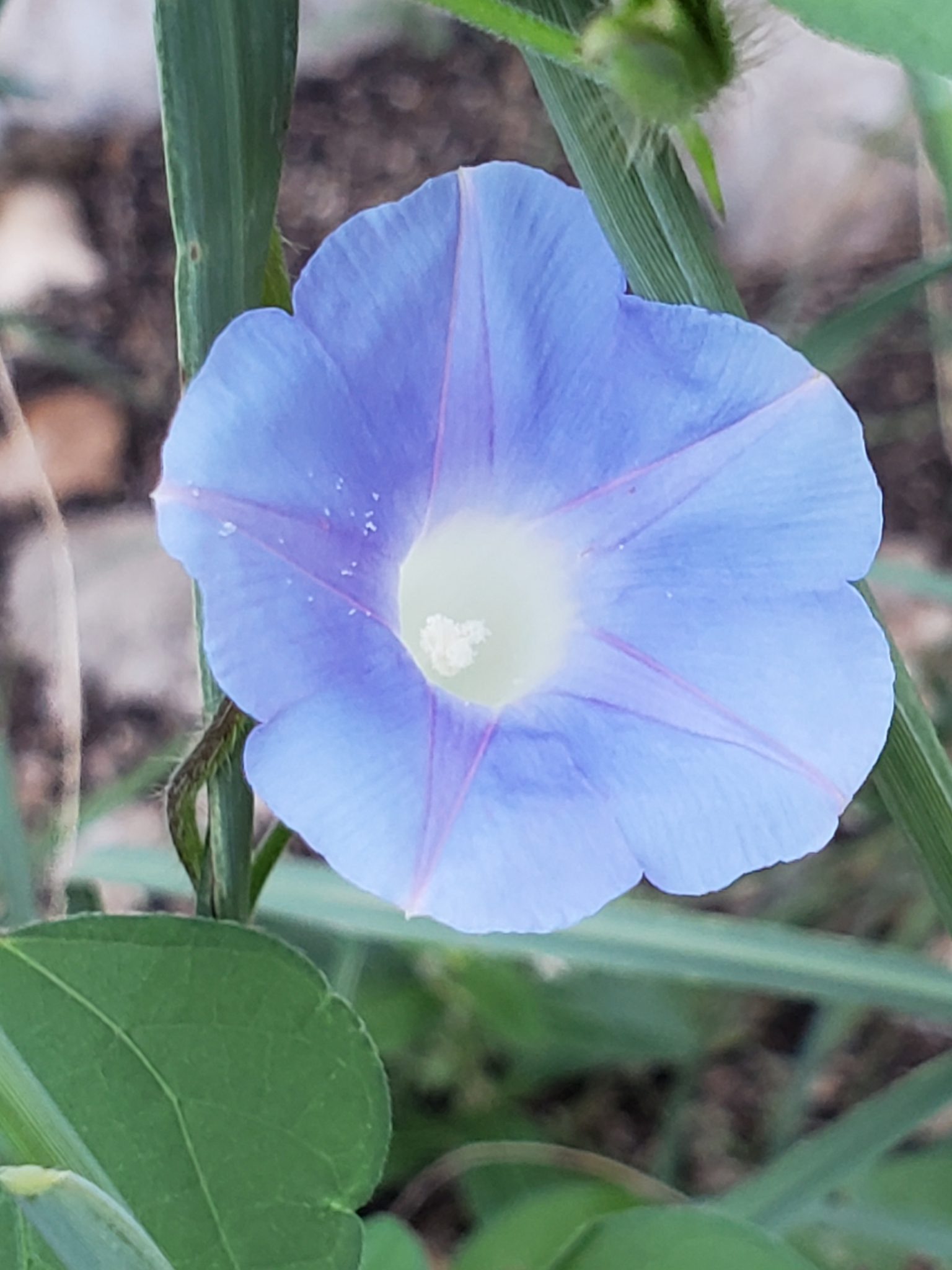
花（青紫色の個体）
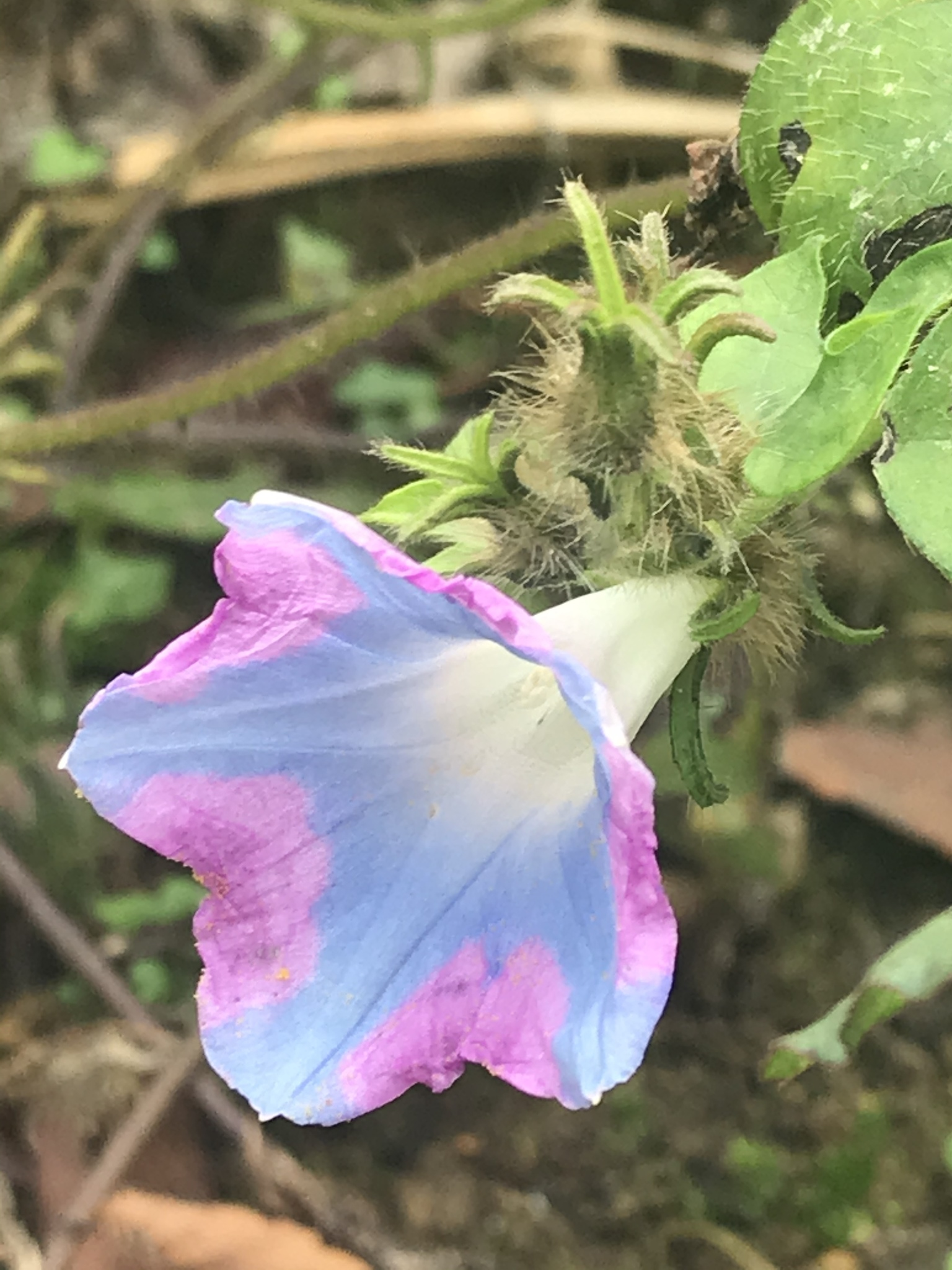
花（青紫色と紅紫色の個体）
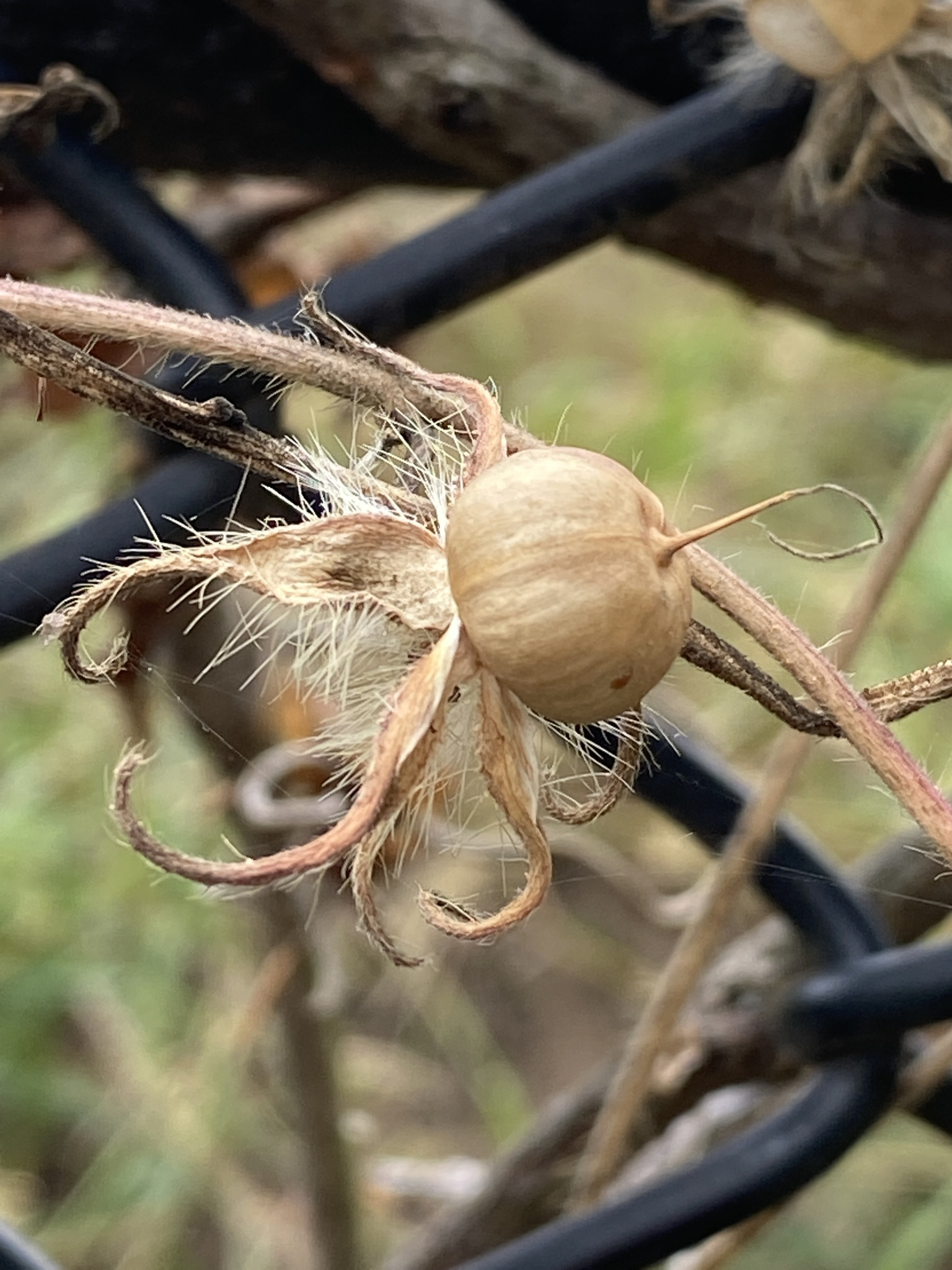
果実